# Sincronizzazione orizzontale
La sincronizzazione orizzontale o H-sync è un metodo atto a garantire la corretta visualizzazione delle immagini a video.
Questo metodo permette al dispositivo video, quale monitor CRT o matrice LCD/Plasma ad ingresso analogico di poter visualizzare correttamente l'immagine in ingresso, in quanto la sincronizzazione orizzontale definisce l'inizio e la fine delle linee da visualizzare a video, evitando che a monitor l'immagine risulti tagliata e inclinata, dove la riga del video non termina con la riga del monitor, ma prosegue con la riga successiva e così via fino al termine dell'immagine.